# Taylor Township (Dubuque County, Iowa)
Die Taylor Township ist eine von 17 Townships im Dubuque County im Osten des US-amerikanischen Bundesstaates Iowa.

## Geografie
Die Taylor Township liegt im Osten von Iowa zwischen 25 und 30 km westlich von Dubuque, dem am Iowa von Illinois trennenden Mississippi gelegenen Zentrum der Region.
Die Taylor Township liegt auf 42°25′16″ nördlicher Breite und 90°57′40″ westlicher Länge und erstreckt sich über 93,8 km².
Die Taylor Township grenzt an die Iowa (im Norden), die Center (im Nordosten), die Vernon (im Osten), die Prairie Creek (im Südosten), die Whitewater (im Süden), die Cascade (im Südwesten), die Dodge (im Westen) und die New Wine Township (im Nordwesten), die sämtlich dem Dubuque County angehören.

## Verkehr
Durch die Taylor Township verläuft in ostwestlicher Richtung der U.S. Highway 20, der innerhalb der Township auf eine Reihe untergeordneter Straßen trifft.
Parallel dazu führt eine Eisenbahnstrecke der Canadian National Railway, die von Chicago über Dubuque nach Westen führt.
Der nächstgelegene Flugplatz ist der 30 km östlich gelegene Dubuque Regional Airport.

## Bevölkerung
Bei der Volkszählung im Jahr 2010 hatte die Township 3872 Einwohner.
Innerhalb der Tylor Township gibt es zwei selbstständige Gemeinden, die beide den Status "City" haben:
- Epworth
- Farley1

1 – zu einem kleineren Teil in der Dodge Township